# Здик, Йиндржих
 Йиндржих Здик  (чеш. Jindřich Zdík; 1083 — 25 июня 1150, Оломоуц, Чехия) — епископ епархии Оломоуца, известный чешский общественный деятель и дипломат XII века.

## Биография

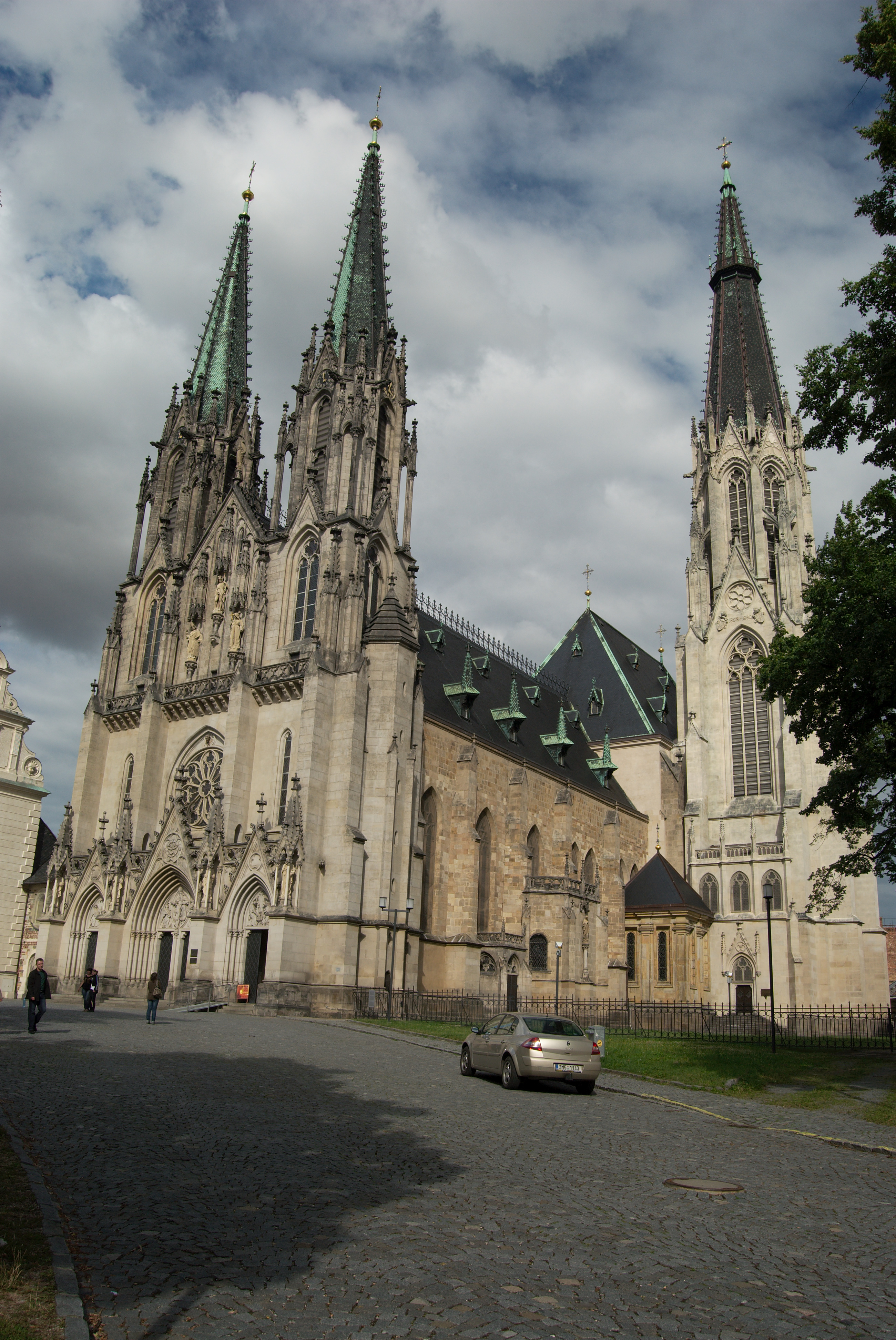
Собор святого Вацлава в Оломоуце, построенный при Ийиндржихе Здике

22 марта 1126 года Йиндржих Здик был назначен епископом епархии Оломоуца. 3 октября 1126 года в Вормсе состоялось рукоположение Йиндржиха Здика в епископа. В 1130 году Йиндржих Здик заложил новую церковь святого Вацлава в Оломоуце. Строительство этого храма было завершено в 1140 году. На следующий год Йиндржих Здик перенес кафедру из собора святого Петра в Оломоуце в церковь святого Вацлава. С 1137 по 1138 гг. он совершил паломничество в Иерусалим, привезя оттуда реликвии Господнего Креста. В 1138 году Йиндржих Здик участвовал во II Латеранском Соборе в Риме. Во время его епископства в Чехию прибыли монахи из монашеского ордена премонстратов. В 1142—1143 гг. он дал разрешение этим монахам основать на территории его епархии свои монастыри.
Йиндржих Здик, используя борьбу за чешский трон между Владиславом II и моравскими князьями, пытался добиться преференций для своей епархии. В своей общественной деятельности он поддерживал князя Владислава II в его борьбе за наследование чешского трона. В 1142 году Йиндржих Здик вступил в переговоры с моравскими князьями, чтобы те не поднимали восстание против Владислава II. После неудачного сражения Йиндржих Здик бежал вместе с Владиславом II в Германию, где обратился за помощью к императору Лотарю II.
В 1144 году Йиндржих Здик вернулся в Оломоуц. От императора Конрада III и Владислава II он получил иммунитет для Католической Церкви в её деятельности. Благодаря этому иммунитету он добился самостоятельности для епархии Оломоуца от влияния моравских князей.
В 1145 году Йиндржих Здик отправился в Рим. Возле города Усобрно на него напал князь Брно Вратислав с князями Конрадом II Зноемским и Депольтом I Моравским. Йиндржиху Здику удалось скрыться и бежать в Польшу. С 1146—1148 гг. он был посредником между соперничающими польскими князьями. В 1147 году Йиндржих Здик принял участие в крестовом походе против полабских славян.
Йиндржих Здик был знаком с Бернардом Клервоским, состоял в переписке с римскими папами.

## Источник
- BISTŘICKÝ, Jan. Muž reformy na olomouckém stolci. Jindřich Zdík. In Libor Jan, Zdeněk Drahoš. Osobnosti moravských dějin (1). Brno : Matice moravská, 2006. ISBN 80-86488-38-1.
- BOLINA, Pavel. Kde byl přepaden biskup Jindřich Zdík roku 1145. (Příspěvek k historii moravsko-českého pomezí). Časopis Matice moravské, 2003, ISSN 0323-052X.
- ČAPKA, František. Dějiny Moravy v datech. Brno : Cerm — Akademické nakladatelství, 2001. 216 s. ISBN 80-7204-219-X.